# 类银河战士恶魔城游戏
類銀河戰士惡魔城遊戲（簡稱“銀河惡魔城”或“銀河城”），是动作冒险游戏的一个子分类，指玩法类似于银河战士系列和部分恶魔城系列（特别是《恶魔城X 月下夜想曲》及之后发布于任天堂掌机平台的系列）的游戏。该分类的名字是将两个系列的名字混合而成。 游戏关键字为“探索”。此外还有“银河战士风格游戏”、“类银河战士游戏”等强调与银河战士系列相似性的叫法。
银河恶魔城游戏中通常有可供玩家探索的大型相连世界地图，但是进入地图某处的特定地点往往会有门或其他障碍物限制玩家，只有当玩家在游戏中获得特殊道具、工具、武器或能力后才能通过。这些新的提升还能帮助玩家击败更高难度的敌人并找到捷径和秘密区域，包括经常回顾已经探索过的地图区域。银河恶魔城游戏通过这样的设计使故事和关卡设计整合得更紧密，以精心设计的关卡和角色控制来鼓励玩家探索和实验，使之更投入自己的角色。
银河恶魔城游戏通常是横向卷轴游戏，但也可以是其他游戏类型。该类型曾在电子游戏时代早期流行过，2000年以后因深受赞誉又随着独立游戏的发展复苏。

## 玩法概念

在《桑塔：半精靈英雄》中玩家可取得特殊能力並變身為螃蟹，便能進入原先無法通過的狹小通道

「銀河惡魔城」類型常用來指稱一些平台遊戲，有一張大地圖，地圖中包含無數房間或區域，各區域之間互相連結。地圖是非線性形式，玩家可在各區域間自由探索，不過遊戲初期有部分區域還無法進入，通常需要獲得特定道具或是新的角色能力才能排除擋住路線的障礙，這些特定道具大多由BOSS持有。這類遊戲中玩家通常需要重複探索已去過的地區，以發掘隱藏的道具或劇情。
地圖規模較大的遊戲通常會在流程後期設計存檔點或特殊能力，讓玩家能在距離較遠的區域之間快速傳送，以減少乏味的重複探索過程。在流程中獲得新的能力有助於縮短旅途時間、以及發掘更多隱藏要素來強化角色能力。比方說取得二段跳或是蹬牆跳便能提升角色的機動性，取得縮小身體的能力便能穿過原本進不去的狹小通道。總之，該類型遊戲重視大地圖的探索，同時隨著流程的進展角色的能力也不斷進化。
銀河惡魔城通常是2D橫向捲軸形式，玩家操作角色朝著上下左右方向來探索關卡。這類遊戲的畫面大多是純2D圖像，但也有部分遊戲使用3D圖像引擎製作出2.5D的畫面，例如《闇影帝國》。銀河惡魔城具有的探索與角色成長要素也能被用於其他遊戲類型，即使那些作品通常不會被歸類於銀河惡魔城。 比方《銀河戰士Prime》系列屬於第一人稱射擊類型但其探索風格與2D時期的《銀河戰士》是一樣的；《黑暗靈魂》是一款第三人稱動作角色扮演遊戲，同樣是非線性式地圖，在完成劇情或擊敗BOSS後才能解鎖部分區域，也能強化能力與招式來減輕戰鬥難度；《蝙蝠俠：阿卡漢系列》也需要收集新裝備來解鎖新區域；2017年版《獵魂》雖然是第一人稱的3D動作遊戲但在關卡設計上有部分類似銀河惡魔城，玩家需要取得新的工具與能力在同一場景中反覆探索。
五十嵐孝司曾談到他認為該類型遊戲具備的關鍵要素。其中包含設計一個地圖鼓勵自由探索，但仍會適時引導玩家進行主線流程，也會提供一些手段讓玩家意識到自己身在何處。這些要素可藉由畫面上的圖示來呈現，例如在主線關鍵區域皆擺放一座外觀獨特的石碑、遊戲選單中可顯示出整體地圖或角色的狀態資訊、提供更加迅速移動的方法等等。

## 遊戲例子
- 《銀河戰士系列》
  - 《超級銀河戰士》
  - 《銀河戰士 融合》
  - 《銀河戰士 零點任務》
  - 《銀河戰士 薩姆斯歸來》
  - 《銀河戰士 生存恐懼》
  - 《银河战士Prime》
  - 《银河战士Prime 2 黑暗回音》
  - 《银河战士Prime 3 墮落》

- 《惡魔城系列》
  - 《惡魔城X 月下夜想曲》
  - 《惡魔城 月輪》
  - 《惡魔城 白夜協奏曲》
  - 《恶魔城 晓月圆舞曲》
  - 《惡魔城 蒼月十字架》
  - 《惡魔城 迷宮迴廊》
  - 《惡魔城 被奪走的刻印》

- 《桑塔系列（英语：Shantae）》
  - 《桑塔》
  - 《桑塔：里絲琦的逆襲》
  - 《桑塔與海盜的詛咒》
  - 《桑塔：半精靈英雄》
  - 《桑塔與七賽蓮》

- 《奧里與迷失森林》
  - 《奥里与精灵意志》
- 《空洞騎士》
  - 《空洞騎士：絲綢之歌》
- 《血咒之城：暗夜儀式》
  - 《血咒之城：月之詛咒》
  - 《血咒之城：月之詛咒2（英语：Bloodstained: Curse of the Moon 2）》

- 《公理邊緣》
  - 《公理邊緣2（英语：Axiom Verge 2）》
- 《墨西哥英雄大混戰》
  - 《墨西哥英雄大混戰2（英语：Guacamelee! 2）》
- 《死亡細胞》
- 《貓頭鷹男孩》
- 《洞窟物語》
- 《拉比哩比》
- 《瀆神》
- 《棄海：波弟大冒險》
- 《終結者莉莉：騎士救贖》
- 《月痕(moonscars)》
- 《勇敢的哈克》
- 《心渊梦境》
- 《暗影火炬城》
- 《九日》
- 《波斯王子：失落的王冠》
- 《动物井》